# Krottendorf
Krottendorf  är en ort i kommunen Weiz i distriktet Weiz i förbundslandet Steiermark i Österrike. Krottendorf var tidigare en självständig kommun, men blev den 1 januari 2015 en del av kommunen Weiz.
Kommunen bestod av sex orter (Ortschaften) (inom parentes invånarantal 1 januari 2024):
- Büchl (288)
- Farcha (105)
- Krottendorf (887)
- Nöstl (272)
- Preding (741)
- Regerstätten (105)